# Нижняя Баланда
 Нижняя Баланда  — деревня в Аксубаевском районе Татарстана. Входит в состав Кривоозерского сельского поселения.

## География
Находится в южной части Татарстана на расстоянии приблизительно 4 км на юг-юго-запад по прямой от районного центра поселка Аксубаево у речки Малая Сульча.

## История
Основано во первой половине XVIII века.

## Население
Постоянных жителей было: в 1782 году- 24 души мужского пола, в 1859—581, в 1897—937, в 1908—1150, в 1920—1210, в 1926—639, в 1938—698, в 1949—515, в 1958—474, в 1970—584, в 1979—449, в 1989—329, в 2002 году 268 (русские 47 %, чуваши 52 %), в 2010 году 258.